# Casa de Floyd R. Mechem
La Casa de Floyd R. Mechem es una casa unifamiliar ubicada en 1402 Hill Street en la ciudad de Ann Arbor, situada en el suroriente del estado de Míchigan (Estados Unidos). Fue incluida en el Registro Nacional de Lugares Históricos en 1999.

## Historia
Floyd R. Mechem nació en Nueva York en 1858 y se mudó a Ann Arbor a una edad temprana. Asistió a la escuela secundaria entre 1874 y 1875, después de lo cual aprendió derecho por sí mismo. Fue admitido en el colegio de abogados en 1879. Estableció una práctica en la ciudad de Battle Creek, donde se desempeñó como abogado de la ciudad.
En 1887 se trasladó a Detroit y fundó la empresa Mechem & Beaumont. En 1892, fue nombrado profesor de derecho Tappan en el Departamento de Derecho de la Universidad de Míchigan. En 1898, Mechem mandó construir esta casa para él. Vivió en él hasta 1903, cuando fue nombrado profesor de derecho en la Facultad de Derecho de la Universidad de Chicago. Murió en 1928.
De 1917 a 1923, esta casa fue el hogar del profesor Joseph A. Bursley, quien fue nombrado miembro de la facultad de ingeniería mecánica en 1904, y fue el primer decano de estudiantes de la universidad a partir de 1921. A mediados de los años 1930, fue sede de la Liga de Mujeres. Posteriormente se usó  como residencias estudiantiles.

## Descripción
La Casa Mechem es un edificio con estructura de madera de dos pisos y medio con un techo a dos aguas y a dos aguas de pendiente pronunciada y molduras estilo neocolonial británico. Una adición de dos pisos se encuentra en la parte trasera. Las paredes exteriores están cubiertas con tablillas y se asienta sobre una base de piedra de campo. Un cinturón de madera con tapa moldeada corre entre el primer y segundo piso; los esquineros recortan el primer piso a continuación. El techo tiene cinco hastiales y una buhardilla a cuatro aguas que da al frente. Un porche envolvente con columnas toscanas y husillos se extiende a lo largo de la mitad de la fachada. La entrada principal contiene puertas dobles con luces de vidrio biselado. Seis ventanas grandes con travesaños de vidrio emplomado se encuentran en las fachadas frontal y lateral, y una ventana Art Glass junto a la entrada principal ilumina la escalera principal. El resto de las ventanas son unidades de guillotina doble con hoja de una sola luz.
En el interior, el vestíbulo de entrada, el salón, la sala de estar y el comedor del primer piso están decorados con arce. El suelo es de roble y arce.